# Nico Hörmann
Nico Hörmann (* 11. Oktober 1978), vollständiger Name Nicolas Hörmann, ist ein deutscher Westernreiter.

## Werdegang
Nach seinem Abitur im Jahre 2000 übernahm er die Flachsberg Ranch in Schwanewede. Seit März 2008 trainiert er auf der Riverlane Ranch in Bünde.
Bei den Weltmeisterschaften 2006 in Aachen erreichte er auf Lil Ruf Cody im Einzel Rang 9 und mit dem Team Platz 4.
2010 wurde er Deutscher Meister im Reining. Kurz darauf startete er mit Mister Dual Spring bei den Weltmeisterschaften in Lexington (Kentucky).

## Pferde (Auszug)
- Mister Dual Spring (* 1998), American Quarter Horse, Fuchshengst, Vater: Mister Dual Pep, Muttervater: Just Plain Colonel
- Lil Ruf Cody (* 2000), American Quarter Horse, Fuchs-Hengst
- Sparkless Pretty Gal (* 2002), American Quarter Horse, Stute, Vater: Arc Sparkle Surprise, Muttervater: Blondy's Dude
- Smart Spookster (* 2002), Fuchswallach, Vater: Smart Little Lena, der von der AQHA Hall of Fame-Stute Poco Lena abstammt,  Muttervater: Grays Starlight, Smart Spookster wurde 2013 von Sylvia Rzepka vorgestellt